# Deuce (rapper)
Deuce, pseudonimo di Aron Erlichman (Los Angeles, 2 marzo 1983), è un rapper e produttore discografico statunitense.

## Biografia
Nel 2001 ha iniziato la propria attività come cantante rock con il proprio nome di battesimo. Nel 2005, insieme a Jorel Decker e Jeff Phillips, ha fondato gli Hollywood Undead, gruppo rap rock costituitosi a Los Angeles. Con la band ha esordito nel 2008 con l'album Swan Songs e ha preso parte anche all'album dal vivo Desperate Measures (2009). Voce melodica e death del gruppo, Deuce ha abbandonato gli Hollywood Undead nel 2009.
Nel settembre 2010 ha fatto la sua prima esibizione da solista. Ha pubblicato un EP nel settembre 2011 in maniera indipendente. Nel marzo 2012, per la Five Seven Music, è uscito il suo primo album Nine Lives, anticipato da quattro singoli: Let's Get It Crackin', America, Help Me e Nobody Likes Me.
Ha collaborato nel 2014 con vari gruppi e artisti, tra cui Eskimo Callboy, Ronnie Radke, Blood on the Dance Floor, Brokencyde e From Ashes to New.

## Discografia

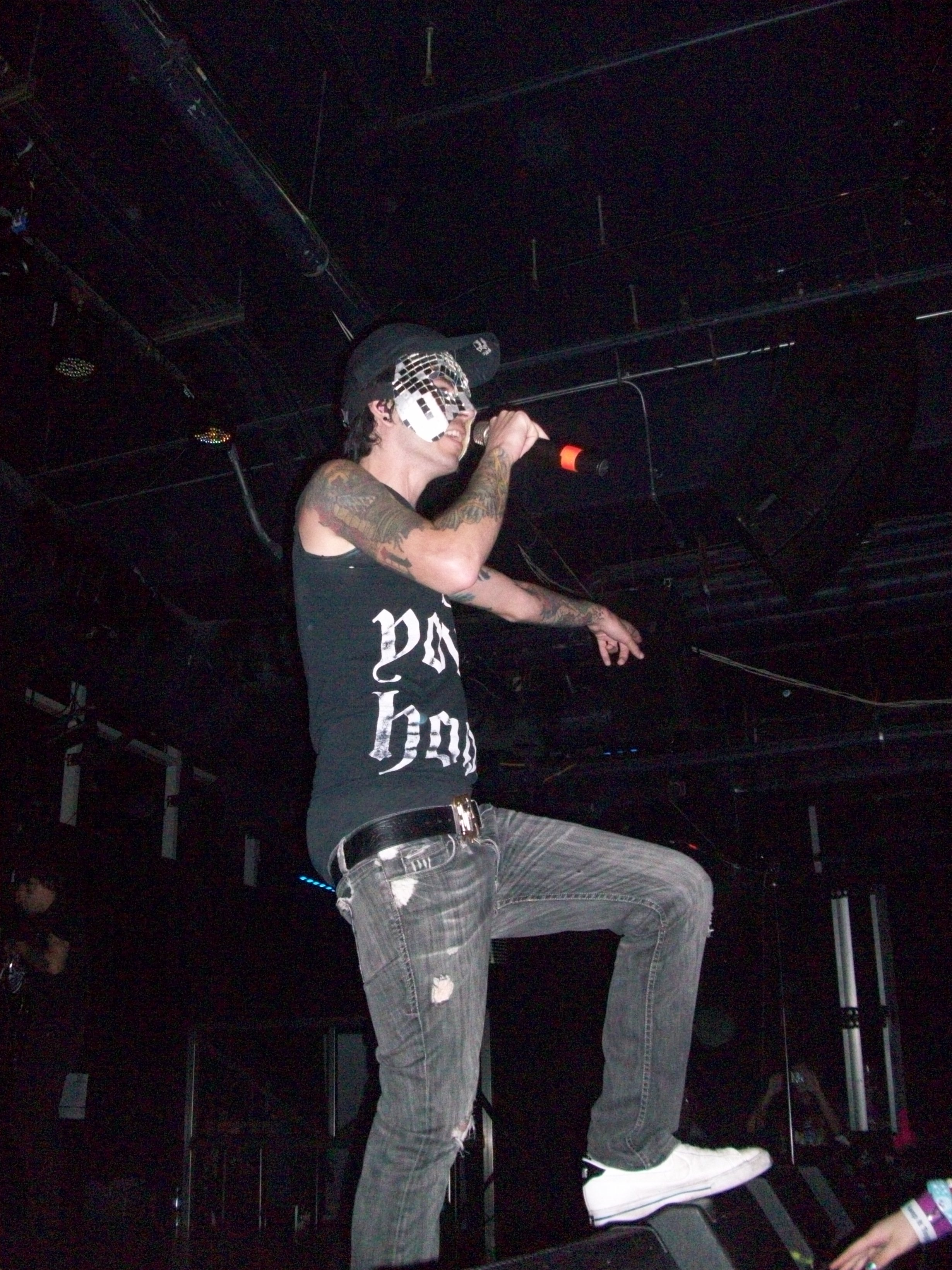
Deuce in concerto nel 2012

### Da solista
Album in studio
- 2012 – Nine Lives

Extended play
- 2008 – The Two Thousand Eight EP
- 2011 – They Call Me Big Deuce EP
- 2012 – Deuce Remixxxed EP

### Con gli Hollywood Undead
- 2008 – Swan Songs
- 2009 – Desperate Measures